# Claire Bredillet
Claire Bredillet, née le 24 avril 1981, est une tumbleuse française.

## Carrière
Elle est médaillée de bronze par équipe aux Championnats d'Europe de 2004 avec Delphine François, Emeline Millory et Marion Limbach.
Elle devient par la suite directrice des sports de la ville de Carrières-sous-Poissy.

## Famille
Elle est la fille de la gymnaste artistique Nadine Audin et de Patrick Bredillet, joueur de rugby à XV. Elle est aussi la nièce de la gymnaste artistique Martine Audin. Ses grands-parents maternels Roger et Jacqueline Audin ont aussi pratiqué la gymnastique au niveau international.